# Landrada de Munsterbilzen
Landrada de Munsterbilzen (Austràsia?, s. VII - Munsterbilzen, Bilzen, Bèlgica, ca. 690), fou una dama franca, suposada fundador de l'abadia de Munsterbilzen a Bèlgica. És venerada com a santa per l'Església Catòlica. La seva festivitat és el 8 de juliol.

## Origen familiar
Procedia d'una família noble. Segons la Vita S. Landradae redactada per Teodor o Teodoric de Sint-Truiden (+ 1107), era descendent de Pipí de Landen i de sant Arnulf, bisbe de Metz. Tenint en compte que va morir el 690, no pot ser més que filla d'Ansegisel († 648/680) i de santa Begga († 693). El problema d'aquesta identificació és que la biografia insisteix en el fet que Landrada era filla única dels seus pares, però Ansegisel i Begga tenien almenys un altre fill, Pipí d'Héristal. Probablement, Teodoric de Sint-Truiden va confondre Santa Landrada amb una dona homònima, posterior en mig segle, i que passa per ser filla de Carles Martell. L'existència d'una altra Landrada dos generacions anteriors al si dels Arnulfians o dels Pipínides sembla improbable. En canvi l'onomàstica suggereix un lligam als primers Robertins, família a la qual pertany el seu protector sant Lambert de Maastricht.

## Biografia
Va decidir consagrar la seva virginitat a Déu i després d'haver refusat un bon partit en matrimoni, va anar a Munsterbilzen (Belisia Monasterii), a l'Hesbaye, on va viure en la solitud i la pietat. Hi va edificar una església, que Lambert de Lieja va consagrar, i va fundar una comunitat religiosa amb altres dones, entre les quals Amalberga de Temse, després canonitzada.
Sant Lambert va continuar essent el protector del nou monestir. El 690, sentint-se greument malalta, Landrada va cridar al seu capçal del llit Lambert, però va morir i fou enterrada abans de l'arribada del bisbe.
Segons la llegenda Sant Lambert va voler portar el cos de la seva protegida a Wintershoven, al costat del de Sant Landoald. Com que els habitants de Munsterbilzen l'havien tret de la tomba per evitar-ho (un 8 de juliol), va ser impossible portar el cos de la santa, i Sant Lambert va acceptar que el cos es quedara a l'església de Munsterbilzen.
El 980, les seves relíquies foren traslladades a l'abadia de Sint-Baafs (Saint-Bavon) de Gant.